# Week-End at the Waldorf
Week-End at the Waldorf is een film uit 1945 onder regie van Robert Z. Leonard. De film is een remake van de film Grand Hotel (1932), die op zijn beurt gebaseerd op Vicki Baums roman Menschen im Hotel uit 1929 en het daarop gebaseerde toneelstuk uit 1930. Destijds werd hij in Nederland uitgebracht onder de titel Weekend in het Waldorf Hotel.

## Verhaal
Het Waldorf Hotel is een chic hotel in New York, waar een zekere weekend een aantal opmerkelijke gasten hun verblijf vinden. Onder hen valt Irene Malvern, een ongelukkige filmster die in New York verblijft om de première van haar recente film bij te wonen. Chip Collyer is een journalist die normaliter oorlogsverhalen schrijft voor een krant, maar nu een lange vakantie geniet in het hotel. Kapitein James Hollis is een piloot die onlangs is teruggekeerd van het leger en nog steeds een hoop emotionele problemen moet verwerken. Martin X. Edley is een corrupte dief met snode plannen om een rijke oosterse bei te beroven. Om dit plan uit te voeren, doet hij zich voor als partner van oliemagnaat Jessup. De jonge stenografe Bunny Smith merkt hem op en denkt dat ze via hem een rijke vrouw kan worden.
Als Chip krijgt te horen dat Edley een deal probeert te sluiten met de oosterse bei, hoopt hij stiekem verhaal te halen voor zijn krant. Hij gaat echter per ongeluk Irenes hotelkamer binnen. Irene is eerder die dag tot de ontdekking gekomen dat er een dief uit is op haar juwelen en vermoedt dat Chip de schuldige man is. Na een confrontatie dreigt ze hem over te leveren aan de politie. Chip is onmiddellijk dol op haar en doet alsof hij inderdaad een dief is, die zojuist tot inkeer is gekomen. Ze raken aan de praat en het duurt niet lang voordat Irene meeleeft met hem. Ze geeft hem toestemming om de nacht bij haar door te brengen.
De volgende morgen komt Irene tot de ontdekking dat Chip eigenlijk geen dief is. Ze is boos op hem en wil hem wegsturen, maar wordt onderbroken door een bezoek van Cynthia Drew. Cynthia is een jongedame die verloofd is met Bob Campbell. Ze geeft toe aan Irene dat ze overweegt om haar huwelijk af te gelasten, omdat ze denkt dat Bob verliefd is op Irene. Irene wil dit niet laten gebeuren en om haar gerust te stellen dat ze nooit een affaire met Bob zal krijgen, doet ze alsof ze getrouwd is met Chip. Omdat hij inmiddels verliefd op haar is geworden, gaat Chip mee met haar leugen.
Ondertussen is James smoorverliefd geworden op Bunny. Als ze zijn levensverhaal hoort, ontwikkelt ze ook gevoelens voor hem. Ze organiseren een afspraakje met elkaar, maar Bunny zegt deze af om, op aanvraag van Edley, de bei te vergezellen naar een diner. Als James hier lucht van krijgt, wordt hij achtergelaten met een gebroken hart. Niet veel later wordt Edley echter ontmaskerd als een fraudeur en keert Bunny terug naar James om hem bij te staan tijdens een operatie in Washington. Intussen weet iedereen af van Chip en Irenes 'huwelijk'. Irene is aanvankelijk razend, maar verandert van gedachten als ze merkt dat ze gevoelens voor hem heeft. Aan het einde van de film vertrekt Chip naar Europa, maar belooft hij dat hij haar onmiddellijk zal opzoeken na zijn terugkeer.

## Rolbezetting
| Acteur            | Personage                 |
| ----------------- | ------------------------- |
| Ginger Rogers     | Irene Malvern             |
| Lana Turner       | Bunny Smith               |
| Walter Pidgeon    | Chip Collyer              |
| Van Johnson       | Kapitein James Hollis     |
| Edward Arnold     | Martin X. Edley           |
| Keenan Wynn       | Oliver Webson             |
| Robert Benchley   | Randy Morton / Verteller  |
| Phyllis Thaxter   | Cynthia Drew              |
| Leon Ames         | Henry Burton              |
| Lina Romay        | Juanita                   |
| Samuel S. Hinds   | Meneer Jessup             |
| Porter Hall       | Stevens                   |
| George Zucco      | Bei van Aribajan          |
| Miles Mander      | Britse secretaris         |
| Frank Puglia      | Emile, de kelner          |
| Michael Kirby     | Vaandrig John Rand        |
| Cora Sue Collins  | Jane Rand                 |
| Warner Anderson   | Dr. Robert 'Bob' Campbell |
| Rosemary DeCamp   | Anna                      |
| Jacqueline deWit  | Kate Douglas              |
| Charles C. Wilson | Hi Johns                  |
| Irving Bacon      | Sam Skelly                |
| Nana Bryant       | Mevrouw H. Davenport Drew |
| Xavier Cugat      | Xavier Cugat, bandleider  |

## Achtergrond
In het najaar van 1943 begon men aan het schrijven van een remake van Grand Hotel (1932). Enkele wijzigingen waren dat het hotel niet in Berlijn, maar in New York stond. Daarnaast was de ballerina in dit geval een filmactrice. In april 1944 werd aangekondigd dat Judy Garland werd overwogen voor een hoofdrol in de film, maar deze ging uiteindelijk naar Lana Turner. Turners samenwerking met tegenspeler Van Johnson liep volgens de acteur allesbehalve moeizaam.
De grootste hoofdrol ging naar Ginger Rogers, die de rol enkel accepteerde op verzekering dat ze dure kostuums mocht dragen van Sydney Guilaroff. Het verschepen van de jurken verliep echter met vertraging, waarna de actrice werd gevraagd om iets uit haar eigen garderobe te dragen. De sets die voor de opnames werden gebruikt werden later ook gebruikt voor de film Her Highness and the Bellboy (1945).
De producent van Week-End at the Waldorf gebruikte een groot budget, maar dit al in korte periode terugverdiend. Na de première genoot de film een enorm succes en stond het uiteindelijk op nummer zes van de lijst van films uit 1945 die het meeste geld opbrachten. Critici spraken lovend over de film, tenzij deze werd vergeleken met de inhoudelijk afwijkende voorganger Grand Hotel. De film deed vooral wonderen voor Turners carrière. Haar populariteit steeg aanzienlijk en om die reden behoorde ze in 1946 tot de top tien best betaalde actrices uit de Verenigde Staten. Overigens vormde haar personage in deze film een inspiratie voor de animatiefiguur Toodles Galore uit Tom en Jerry.